# Irura (gemeente)
Irura is een gemeente in de Spaanse provincie Gipuzkoa in de regio Baskenland met een oppervlakte van 3 km². Irura telt 1.785 inwoners (1 januari 2016).